# Thaloe
Thaloe es un género de arañas araneomorfas de la familia Anyphaenidae. Se encuentra en las Antillas.

## Especies
Según The World Spider Catalog 12.0:
- Thaloe ennery Brescovit, 1993
- Thaloe remotus (Bryant, 1948)
- Thaloe tricuspis (Bryant, 1940)